# Nißma
Nißma ist ein Ortsteil der Ortschaft Spora innerhalb der Gemeinde Elsteraue im Burgenlandkreis im Süden von Sachsen-Anhalt.

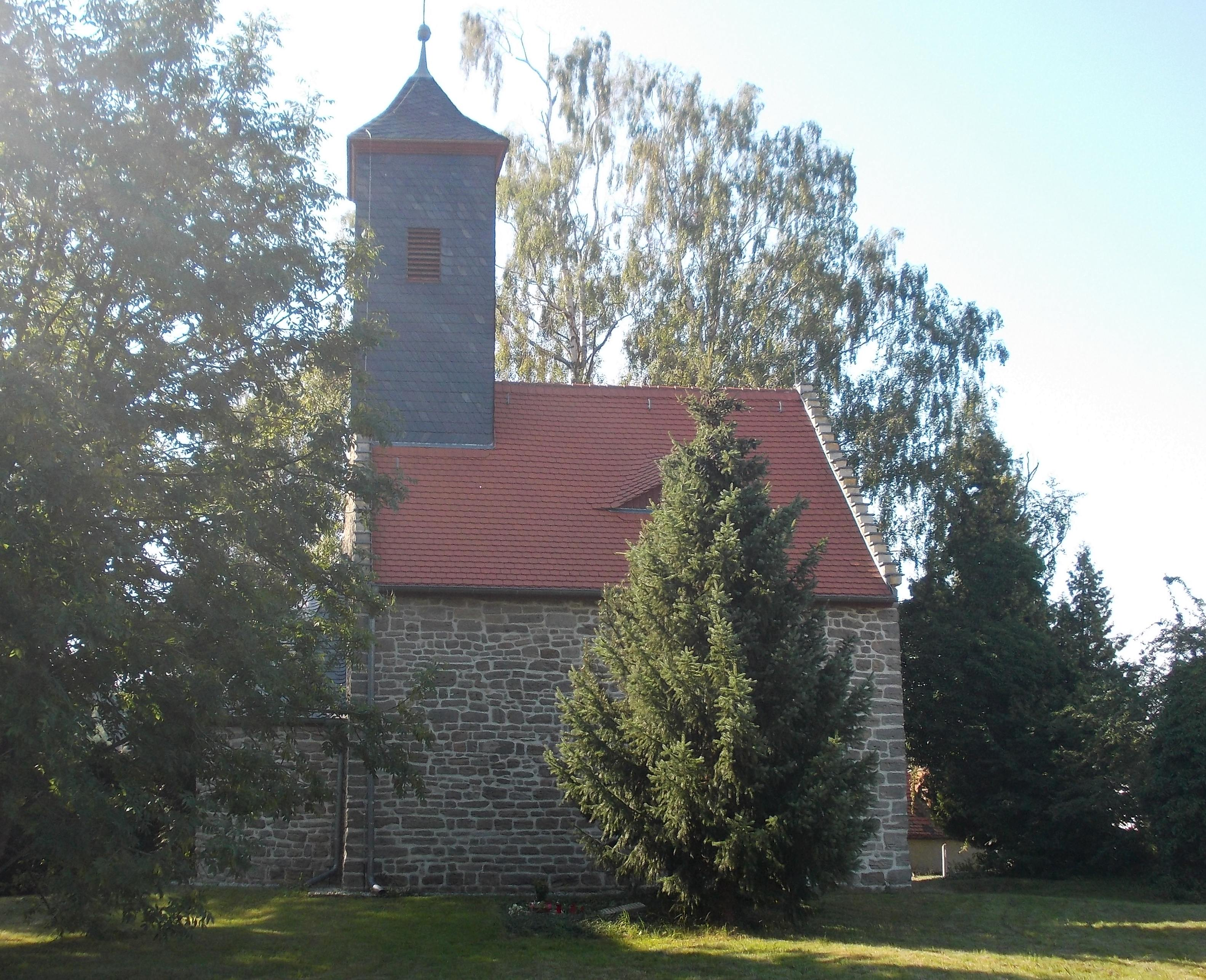
Dorfkirche Nißma

## Geografie
Das Gebiet der Ortschaft Spora, zu dem Nißma gehört, liegt im östlichen Zipfel des Burgenlandkreises südwestlich der thüringischen Stadt Meuselwitz. Durch den Ort fließt der Nißmaer Graben, der in die Schnauder mündet. Nißma wird zum Meuselwitz-Altenburger Braunkohlerevier gezählt, welches wiederum zum Mitteldeutschen Braunkohlerevier gehört. Der Ort liegt an der Grenze zum thüringischen Altenburger Land.

## Geschichte
Das Gebiet der heutigen Ortschaft Spora gehört seit dem Jahr 986 zum Bistum Zeitz. Nißma wurde als „Nizmene“ im Jahr 1154 erstmals erwähnt. Der Ort lag
bis 1815 im Amt Zeitz, das als Teil des Hochstifts Naumburg-Zeitz seit 1561 unter kursächsischer Hoheit stand und zwischen 1656/57 und 1718 zum Sekundogenitur-Fürstentum Sachsen-Zeitz gehörte. Durch die Beschlüsse des Wiener Kongresses kam Nißma mit dem Amt Zeitz im Jahr 1815 zu Preußen und wurde 1816 dem Kreis Zeitz im Regierungsbezirk Merseburg der Provinz Sachsen zugeteilt.
Im 19. Jahrhundert erlangte der Braunkohlebergbau im Raum Spora große Bedeutung. Die Gegend war der westlichste Ausläufer des Meuselwitz-Altenburger Braunkohlereviers. Die Nißmaer Grube wurde 1868 eröffnet. Nachdem der Kohlebergbau in der ersten Hälfte des 20. Jahrhunderts im Raum Spora beendet war, erfolgte die Flutung der Tagebaurestlöcher nördlich von Nißma. In den 1980er Jahren war die Wiederaufnahme des Braunkohleabbaus geplant, welche aber nicht zur Ausführung kam. Dem geplanten „Tagebau Spora“ zwischen Oelsen und Nißma hätte ein Großteil der Ortslage Spora weichen müssen. Östlich und nördlich von Nißma war der „Tagebau Meuselwitz“ geplant.
Auf der Höhe zwischen Nißma und Neuposa befand sich von Juni 1944 bis zur Besetzung der Region durch US-Truppen Mitte April 1945 eine Flakstellung mit 24 Geschützen 8,8 cm, 3 Geschützen 3,7 cm und 9 Geschützen 2 cm. Es handelte sich um eine sogenannte Großkampfbatterie.
Am 20. Februar 1945 erlebte Nißma einen nächtlichen Luftangriff der britischen Royal Air Force. Ein wahrscheinlich der Flakbatterie zugedachter Bombenteppich mit Bomben und Luftminen traf die benachbarte Flur und reichte bis ins Ortszentrum von Nißma. 5 Häuser wurden total zerstört, 22 schwer und 61 leicht beschädigt. 22 Menschen starben, darunter 7 Kinder. Die Nachbarorte halfen bei den Bergungs- und Löscharbeiten. Die meisten Opfer wurden auf dem Friedhof Nißma bestattet, einige in Meuselwitz. Aus der Erfahrung dieses Angriffs heraus wurde ein Luftschutzstollen im Ort errichtet.
Besonders ab April 1945 hatte die ganze Gegend unter Tieffliegerangriffen zu leiden. Die Flakgeschütze wurden auf Erdkampf eingerichtet, manche auch in andere Verteidigungsstellungen abgezogen. Am 13. April gab es Panzeralarm, es folgten Kampfhandlungen und die Besetzung des Ortes und der Flakstellung durch die US-Armee.
Anfang Juli wurde Nißma, wie ganz Thüringen, von den Amerikanern an die Rote Armee weitergegeben. Damit wurde es Teil der SBZ und ab 1949 der DDR.
Am 1. Juli 1950 wurde Nißma gemeinsam mit Prehlitz-Penkwitz und Oelsen nach Spora eingemeindet. Im Zuge der zweiten Kreisreform in der DDR kam Spora mit seinen Ortsteilen im Jahr 1952 zum Kreis Zeitz im Bezirk Halle, der 1990 wieder zum Landkreis Zeitz wurde und im Jahr 1994 im Burgenlandkreis aufging. Am 1. Juli 2003 vereinigte sich Spora mit acht weiteren bis dahin selbständigen Gemeinden zur Großgemeinde Elsteraue. Seitdem bildet Nißma einen Ortsteil der Ortschaft Spora innerhalb der Gemeinde Elsteraue.

## Kultur

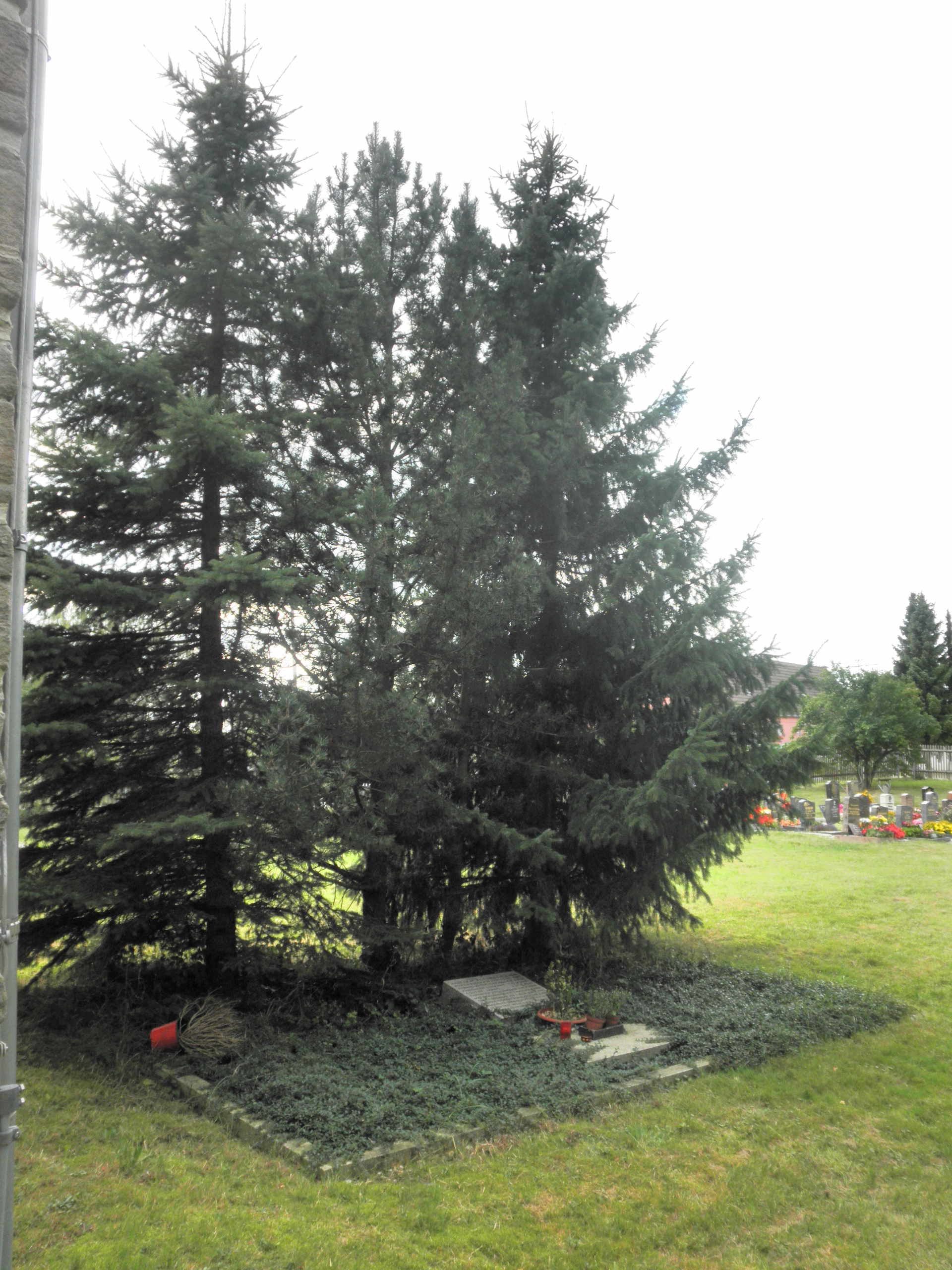
Soldatengrab mit 13 Gefallenen auf dem Friedhof Nißma

Ein großes Ereignis der jüngsten Geschichte für das Dorf war die 850-Jahr-Feier im Jahr 2004.
Im Jahr 2008 wurde nach kurzer Bauzeit die mehr als 850-jährige Kirche im Beisein des evangelischen Landesbischofs Axel Noack neu geweiht. Diese kleine romanische Saalkirche stammt aus dem 12. Jahrhundert. Sie wird mit einer eingezogenen Apsis und östlichem Dachturm aus dem 17./18. Jahrhundert geziert. Auf der Südseite befand sich ursprünglich das heute vermauerte Portal. Im Inneren findet man zwei Epitaphe aus dem 18. Jahrhundert.
Auf dem Friedhof liegt neben der Kirche als (im Dorf ausgeschilderte) Kriegsgräberstätte ein gepflegtes Gemeinschaftsgrab mit 13 deutschen Soldaten (gemeinsame Namenstafel), die am 15. April 1945 gefallen sind. Es handelt sich um Verteidiger der Flakstellung Nißma. Auf Fotoaufnahmen aus dem Jahre 2003 erkennt man noch deutsche Einzelgrabkreuze und ein Denkmal für bei Nißma gefallene italienische Militärinternierte. An die zivilen Opfer des Bombenangriffs vom 20. Februar 1945 erinnert kein Gedenkstein.

## Vereine
In Nißma befindet sich die Spielstätte der Fußballer des SV Spora. Der Sportplatz befindet sich in der Dorfmitte.